# Løve Rainbow
《Løve Rainbow》是嵐的第32枚單曲。2010年9月8日發行。唱片公司為J Storm。

## 解說
- 與前作To be free相距約2個月。為2010年的第四張單曲
- 分初回限定盤、通常盤2種形態發售。每種版本除收入「Løve Rainbow」、「over」2曲外，初回限定盤附贈「Løve Rainbow」的PV及幕後製作花絮，通常盤再加上2曲的原版卡拉OK一共4曲。
- 主打歌是成員松本潤主演，富士電視台系月9連續劇『彩虹閃耀夏之戀』主題曲，這也是嵐的歌曲首次作為月9連續劇的主題曲。

### 主要紀錄
- 2010年9月20日截止的日本公信榜單曲週榜取得冠軍，首週銷售達52.9萬張，是2010年第三張首週突破50萬的單曲，自「PIKA★★NCHI DOUBLE」以來連續第21張、共第28張冠軍作品。

## 收錄曲

### 通常版
1. Løve Rainbow
作詞：furaha / Octobar
作曲：iiiSAK / Dyce Taylor
編曲：ha-j
富士電視台系月9連續劇《彩虹閃耀夏之戀》主題曲
2. over
作詞：みうらともかず
作曲：HIKARI
編曲：佐々木博史
3. Løve Rainbow（Original Karaoke）
4. over（Original Karaoke）

### 初回限定版

#### CD
1. Løve Rainbow
2. over

#### DVD
1. Løve Rainbow（PV+幕後花絮）